# Kurt Hensel

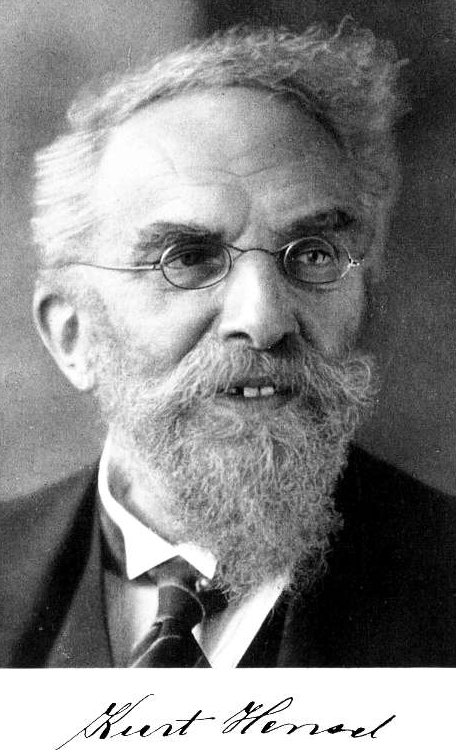
Hensel um 1925

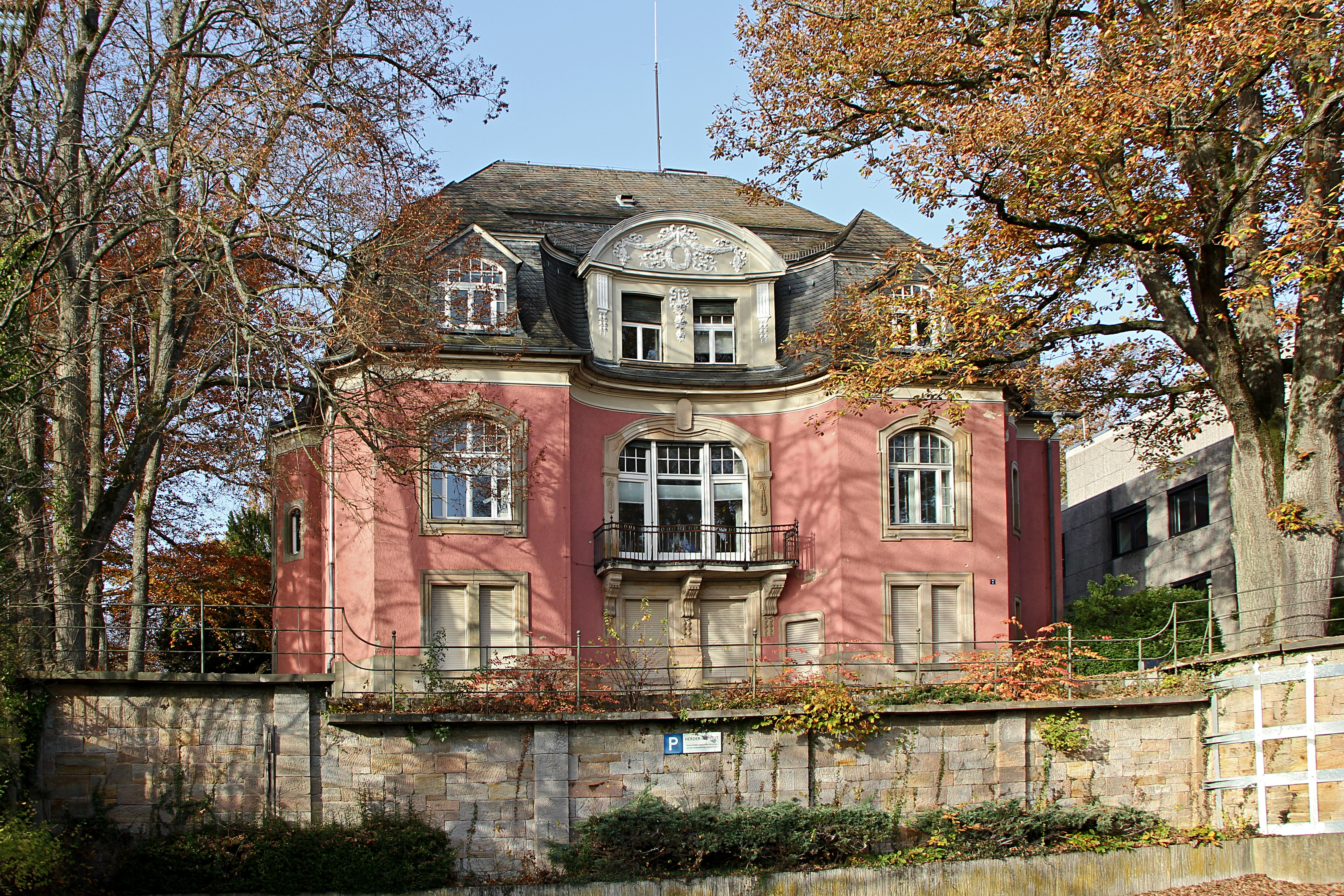
1906 erbaute Villa von Kurt Hensel in Marburg

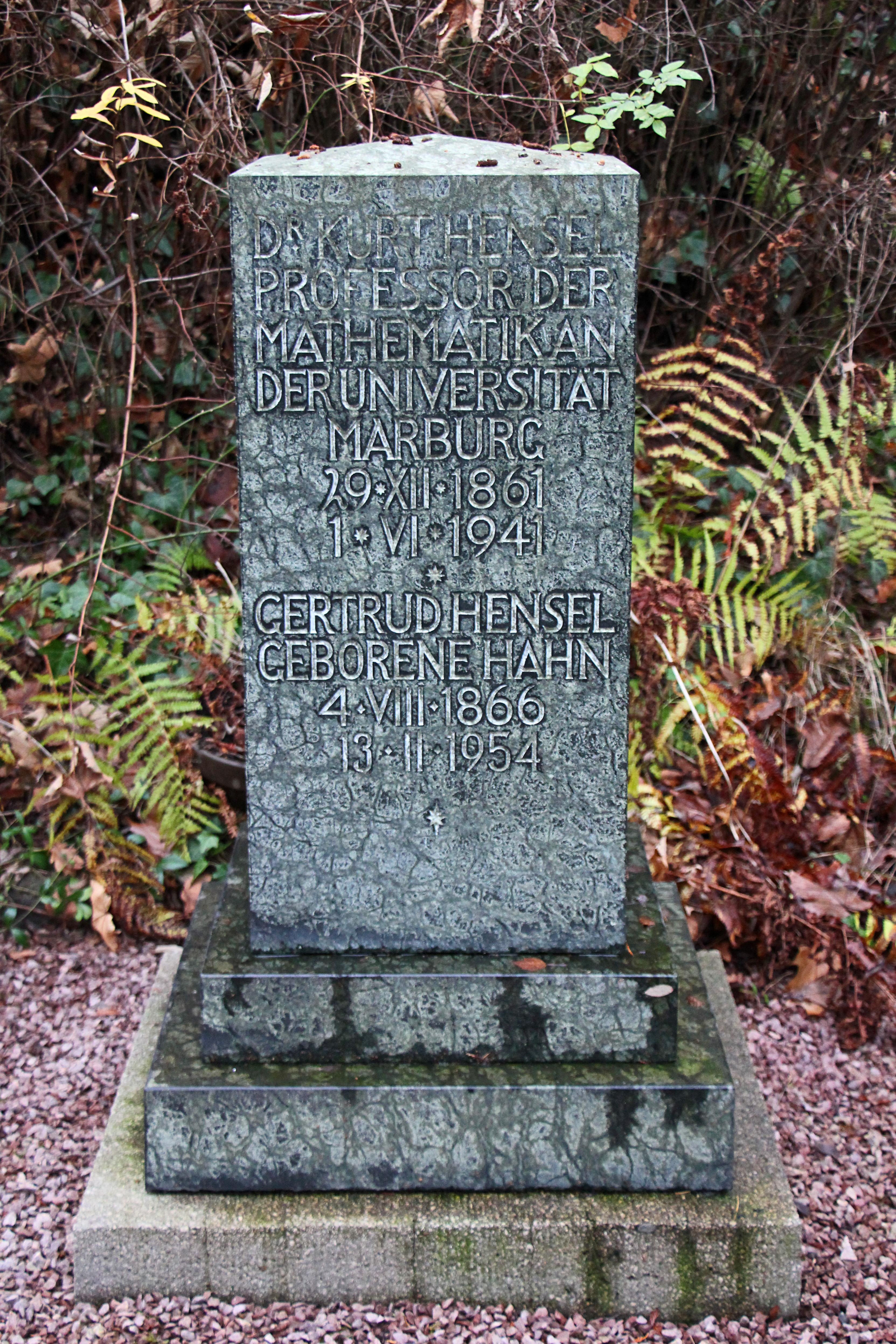
Grab von Kurt Hensel auf dem Hauptfriedhof Marburg

Kurt Hensel (* 29. Dezember 1861 in Königsberg; † 1. Juni 1941 in Marburg) war ein deutscher Mathematiker. Er führte das Konzept der p-adischen Zahlen in die Zahlentheorie ein. Nach ihm sind das Henselsche Lemma sowie Henselsche Ringe benannt.

## Leben
Kurt Hensel war das vierte Kind des ostpreußischen Gutsbesitzers Sebastian Hensel und seiner Frau Julie geb. von Adelson (1836–1901). Die Großeltern väterlicherseits waren die Komponistin Fanny Hensel geborene Mendelssohn und der Kunstmaler Wilhelm Hensel aus Berlin. Sebastian Hensel wuchs nach dem Tod der Mutter bei dem Mathematiker Peter Gustav Lejeune Dirichlet auf, der mit der Schwester von Fanny Hensel verheiratet war. Über die Großmutter war Hensel mit der Familie Mendelssohn verwandt, er war der Großneffe von Rebecka, Paul und Felix Mendelssohn Bartholdy und Ururenkel von Moses Mendelssohn. Seine Kindheit verbrachte Hensel zunächst auf dem elterlichen Gut in der Nähe von Königsberg. Als er neun Jahre alt war, zog die Familie nach Berlin, wo sein Vater nach Verkauf des Gutes eine Stelle als Direktor einer Baugesellschaft angenommen hatte.
Nach erfolgreichem Schulabschluss am Berliner Friedrich-Wilhelm-Gymnasium studierte er die ersten drei Semester abwechselnd an den Universitäten in Bonn und Berlin, blieb dann aber für den Rest des Studiums in Berlin. Dort war er Schüler von Rudolf Lipschitz, Karl Weierstraß, Karl Wilhelm Borchardt, Gustav Robert Kirchhoff, Hermann von Helmholtz und vor allem Leopold Kronecker, der ihn förderte und bei dem er 1884 über Arithmetische Untersuchungen über Diskriminanten und ihre außerwesentlichen Teiler promovierte. Nach der Promotion ging er zunächst als Einjährig-Freiwilliger zum Militär; 1886 habilitierte er sich bei Kronecker. Anschließend war er Privatdozent in Berlin, wurde dort zum außerordentlichen Professor ernannt und 1901 schließlich auf einen Lehrstuhl der Universität Marburg berufen. Trotz mehrerer Rufe an andere Hochschulen blieb er bis zu seinem Tod in Marburg.
1887 heiratete Hensel Gertrud Hahn, eine Tochter des Industriellen Albert Hahn und Tante des Reformpädagogen Kurt Hahn, wodurch er auch mit Ernst Julius Remak verschwägert wurde. Aus der Ehe gingen vier Töchter, die alle die Städtische höhere Mädchenschule (seit 1912 Elisabethschule) besuchten, hervor: Ruth (* 09.02.1888), Elisabeth (Lilly) (* 27.01.1889), Marie (* 08.08.1890) und Charlotte (* 01.10.1896), sowie ein Sohn, der Jurist Albert Hensel. Ruth brachte 1926 den Mathematiker Walter Hayman zur Welt. Charlotte heiratete 1919 den Autor Werner Bergengruen. Die 1906 in Marburg erbaute „Hensel-Villa“ war ein kultureller Mittelpunkt der Stadt.
Kurt Hensel wurde 1930 emeritiert. Wegen seiner jüdischen Abstammung von der Großmutter väterlicherseits wurde er 1935 zwangsweise in den Ruhestand versetzt. Er öffnete bis zu seinem Tode sein Haus in Marburg für verfolgte jüdische Mitbürger. Er starb am 1. Juni 1941 an einem Herzinfarkt. Ein Jahr später verkaufte seine Schwiegertochter mehr als hundert Bücher aus seiner mathematischen Bibliothek an die Reichs-Universität Straßburg.
Im Jahr 1908 wurde Hensel zum Mitglied der Leopoldina gewählt, 1931 wurde er Ehrendoktor der Universität Oslo. 1917 war er Präsident der Deutschen Mathematiker-Vereinigung.

## Werk
Hensel ist bekannt für seine Einführung der p-adischen Zahlen in die Zahlentheorie, denen sein Schüler Helmut Hasse in der Zahlentheorie mit seinem Lokal-Global-Prinzip eine zentrale Stellung schuf. In seiner Arbeit Über eine neue Begründung der Theorie der algebraischen Zahlen im Jahresbericht der Deutschen Mathematiker-Vereinigung von 1899 stellt er – nach zwei spezielleren Arbeiten 1897 – das Konzept der p-adischen Zahlen erstmals in einer allgemeineren Form vor. Hensel war auch in der Theorie der Funktionenkörper ein Pionier, worüber er mit Georg Landsberg ein Buch schrieb.
Von 1884 bis 1937 veröffentlichte Hensel 78 Aufsätze in verschiedenen Fachzeitschriften, im Wesentlichen über Themen im zahlentheoretischen Bereich.
Daneben gab er in den Jahren 1895 bis 1903 und 1929/1930 die gesammelten Werke sowie Vorlesungen seines Lehrers Kronecker heraus. Außerdem war er von 1903 bis 1936 Herausgeber der damals renommiertesten mathematischen Zeitschrift, des Journals für die reine und angewandte Mathematik.

## Schriften
- Theorie der algebraischen Funktionen einer Variabeln und ihre Anwendung auf algebraische Kurven und Abelsche Integrale (zus. mit Georg Landsberg). Teubner, Leipzig 1902
- Theorie der algebraischen Zahlen. Teubner, Leipzig 1908
- Zahlentheorie. Göschen, Berlin 1913, Projekt Gutenberg
- Gedächtnisrede auf Ernst Eduard Kummer zu dessen 100. Geburtstag. In: Abhandlungen zur Geschichte der mathematischen Wissenschaften mit Einschluss ihrer Anwendungen.
- Über eine neue Begründung der Theorie der algebraischen Zahlen. In: Jahresbericht DMV. Band 6, 1899